# Egernia saxatilis
Egernia saxatilis är en ödleart som beskrevs av  Harold Cogger 1960. Egernia saxatilis ingår i släktet Egernia och familjen skinkar.

## Underarter
Arten delas in i följande underarter:
- E. s. saxatilis
- E. s. intermedia